# Église Saint-Clément-et-Saint-Jean-Baptiste
L’église Saint-Clément-et-Saint-Jean-Baptiste est un édifice religieux catholique du XVe siècle, situé sur la commune de Boinvilliers dans les Yvelines, en France.

## Architecture
L’église est construite selon un plan cruciforme. Elle possède une nef à vaisseau unique se terminant par un chevet plat, avec deux chapelles latérales flanquant cette nef au niveau nord et au niveau sud.